# Super Stars
Super Stars è una raccolta della cantante Cristina D'Avena pubblicata il 6 aprile 2007.

## Tracce
1. Rossana (testo: Alessandra Valeri Manera – musica: Gianfranco Fasano)
2. Cri Cri (testo: Alessandra Valeri Manera – musica: Carmelo Carucci)
3. Ciao Sabrina (versione integrale) (testo: Alessandra Valeri Manera – musica: Piero Cassano, Paolo Marino)
4. Supermodels (testo: Alessandra Valeri Manera – musica: Gianfranco Fasano)
5. Jem (testo: Alessandra Valeri Manera – musica: Carmelo Carucci)
6. Il grande sogno di Maya (testo: Alessandra Valeri Manera – musica: Detto Mariano)
7. Siamo quelli di Beverly Hills (testo: Alessandra Valeri Manera – musica: Carmelo Carucci)
8. Alvin rock'n roll (testo: Alessandra Valeri Manera – musica: Carmelo Carucci)
9. Diventeremo famose (testo: Alessandra Valeri Manera – musica: Carmelo Carucci)
10. Mille note in allegria con la Mozart Band (testo: Alessandra Valeri Manera – musica: Silvio Amato)
11. Tutti in scena con Melody (testo: Alessandra Valeri Manera – musica: Carmelo Carucci)
12. Super Elvis la stella del rock (testo: Alessandra Valeri Manera – musica: Max Longhi, Giorgio Vanni)